# Głuchowo (rejon smoleński)
Głuchowo (ros. Глухово) – wieś (ros. деревня, trb. dieriewnia) w zachodniej Rosji, w osiedlu wiejskim Pionierskoje rejonu smoleńskiego w obwodzie smoleńskim.

## Geografia
Miejscowość położona jest nad Łastowką, 2 km od drogi regionalnej 66K-22 (Szczeczenki – Monastyrszczina), 16 km od drogi federalnej R135 (Smoleńsk – Krasnyj – Gusino), 16 km od drogi federalnej R120 (Orzeł – Briańsk – Smoleńsk – Witebsk), 32,5 km od drogi magistralnej M1 «Białoruś», 5 km od centrum administracyjnego osiedla wiejskiego (Sanniki), 24,5 km od Smoleńska.

## Demografia
W 2010 r. miejscowość zamieszkiwały 23 osoby.